# Harry Klinefelter
Harry Fitch Klinefelter, Jr. (Baltimore, 20 de março de 1912 - 20 de fevereiro de 1990) foi um reumatologista e endocrinologista dos Estados Unidos, conhecido pela síndrome de Klinefelter, que descreveu em 1942.